# Ivi Adamou
Ivi Adamou (grekiska: Ήβη Αδάμου [ˈivi aˈðamu]), född 24 november 1993 i Ayia Napa i Cypern, är en cypriotisk sångerska som slog igenom i den grekiska The X Factor. Hon representerade Cypern i Eurovision Song Contest 2012.

## Karriär

### The X Factor och debutalbum
Ivi Adamou föddes på Cypern till en grekcypriotisk far och en bulgarisk mor. Hon deltog i flera musiktävlingar som barn genom både sång och piano.
År 2009 deltog hon i den andra säsongen av den grekiska upplagan av The X Factor där hon slutade på sjätte plats. Efter att hon slagits ut ur tävlingen fick hon ett skivkontrakt med Sony Music Greece. I juni 2010 släppte hon sin debut-EP-skiva med titeln Kalokairi Stin Kardia. Från den släppte hon singlarna "A*G*A*P*I", "Sose Me" och "To Mistiko Mou Na Vreis". EP-skivan certifierades guld då den sålde fler än 6 000 exemplar. Hon var även med och sjöng på Staventos hitsingel "San Erthi I Mera" som sålde fler än 60 000 exemplar digitalt och låg inom topp-5 på listan över de mest spelade låtarna på radio i Grekland i 20 veckor i rad. Hon turnerade tillsammans med Stavento över Grekland under sommaren 2010. Hon släppte sin andra EP-skiva Christmas with Ivi Adamou under julen 2010.
År 2011 släppte hon sitt debutalbum San Ena Oneiro som hon släppt fem singlar från.

### Eurovision Song Contest 2012
Redan i augusti 2011 valdes hon ut internt av CyBC till att representera Cypern i Eurovision Song Contest 2012 i Baku i Azerbajdzjan. Låten som hon framförde i Baku var "La La Love". Hon gjorde sitt framträdande i den första semifinalen den 22 maj. Där tog hon sig vidare till finalen som hölls den 26 maj. Hon hamnade på 16:e plats och fick 65 poäng i finalen, bland annat 12 poäng från Sverige
Låten bestämdes den 25 januari 2012 i en nationell final. Den 6 januari släpptes de tre låtarna som hon skulle framträda med i den nationella finalen. De två övriga låtar som kunde blivit Cyperns bidrag var "Call the Police" och "You Don't Belong Here".

## Diskografi

### Album
| År   | Information                           |
| ---- | ------------------------------------- |
| 2011 | San Ena Oneiro - Släppt: 22 juni 2011 |

### EP
- 2010 - Kalokairi Stin Kardia
- 2010 - Christmas with Ivi Adamou

### Singlar
- 2010 - "A*G*A*P*I*" / "Crashing Down"
- 2010 - "Sose Me"
- 2010 - "San Erthi I Mera" (feat. Stavento)
- 2010 - "To Mistiko Mou Na Vreis"
- 2011 - "Krata Ta Matia Sou Kleista" (Melisses feat. Ivi Adamou)
- 2011 - "Kano Mia Efhi"
- 2011 - "Voltes St' Asteria"
- 2011 - "San Ena Oneiro"
- 2012 - "La La Love"
- 2012 - "Avra" (Grekisk version av "Mestral")
- 2012 - "Madness" (feat. TU)
- 2012 - "Fige"
- 2012 - "Ase Me"
- 2013 - "Time to Love"
- 2013 - "Na Sou Tragoudo" (Stavento feat. Ivi Adamou)
- 2016 - "Tipota De Mas Stamata"
- 2016 - "Akou Sopa"
- 2017 - "Afto Ton Kero"
- 2018 - "Pame Ke Mi Rotas"
- 2018- "Diko Mou" Feat. Stavento
- 2019 - "Pao" Feat. Konnie Metaxa